# اسپانیا در المپیک تابستانی ۱۹۸۰

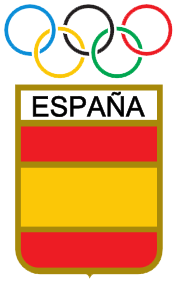
آرم اسپانیا در آن مسابقات

اسپانیا در بازی‌های المپیک تابستانی ۱۹۸۰ که در شهر مسکو برگزار شد، کاروان اسپانیا با ۱۵۵ ورزشکار در این رقابت‌ها شرکت کرد و موفق به کسب ۶ مدال (۱ طلا، ۳ نقره، ۲ برنز) شد. در جدول رتبه‌بندی توزیع مدال‌ها، اسپانیا در ردهٔ ۲۰ مسابقات قرار گرفت.